# AMHC FIT
FIT is een hockeyclub in Amsterdam-Noord. Ze is opgericht in 1928. De letters F.I.T. staan voor "Ferme Inspanning Triumpheert". Tussen 1938 en het midden van de jaren '70 was FIT verbonden aan de personeelsvereniging van Shell. FIT speelde dan ook op het Shell-sportterrein aan de Valentijnkade in Amsterdam Oost. In de loop van de jaren ’70 maakte FIT zich los van Shell. In 1980 verhuisde de club naar sportpark Kadoelen in Amsterdam-Noord. Sinds 2010 groeit met name de jeugdafdeling. Om deze groei te faciliteren is in 2011 het clubhuis gerenoveerd en is het aantal kunstgrasvelden uitgebreid naar vier.

## Hoogste teams
In het seizoen 2023/2024 speelt Heren 1 in de tweede klasse (poule A) en Dames 1 in de tweede klasse (poule B).